# Utricularia menziesii
Utricularia menziesii är en tätörtsväxtart som beskrevs av Robert Brown. Utricularia menziesii ingår i släktet bläddror, och familjen tätörtsväxter. Inga underarter finns listade i Catalogue of Life.

## Bildgalleri

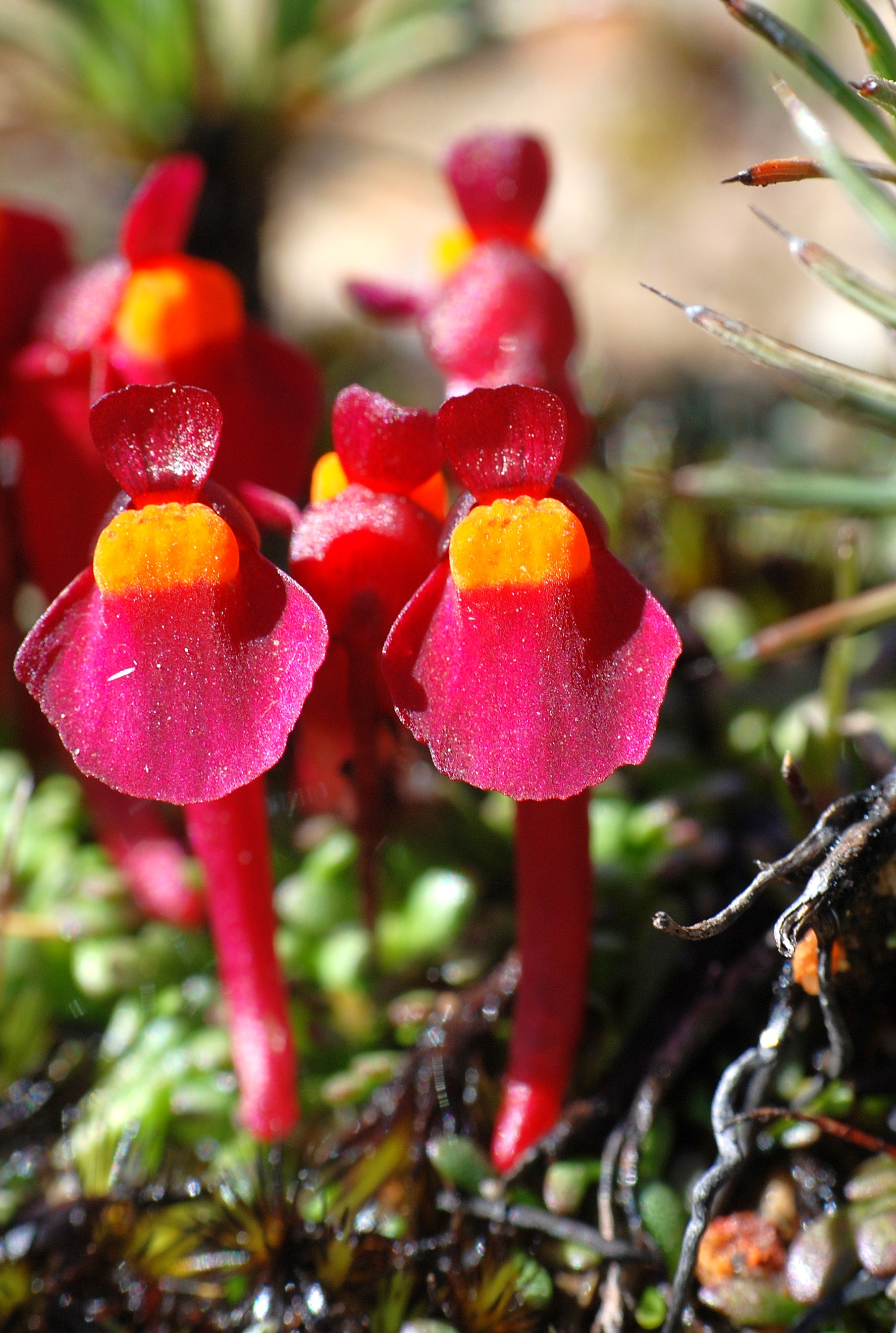